# Giritli Mustafa Naili Pasza
Giritli Mustafa Naili Pasza (ur. 1798 w Pojanie, zm. 1871 w Stambule) – osmański generał pochodzenia albańskiego, dwukrotny Wielki Wezyr Imperium osmańskiego.

## Życiorys
Pochodził z muzułmańskiej rodziny albańskiej. Karierę rozpoczynał w Egipcie, u boku Muhammada Ali Paszy. W czasie greckiej wojny o niepodległość tłumił wystąpienia Greków na Krecie - w 1828 podległe mu oddziały zdobyły Frangokastello, zajęte wcześniej przez powstańców Chadzimichalisa Delianisa. W 1832 objął stanowisko gubernatora Krety i sprawował je przez dwadzieścia lat. Od tego czasu był nazywany Giritli (Kreteńczyk). Działał na rzecz pojednania chrześcijan i muzułmanów, sam pojął za żonę córkę duchownego prawosławnego i pozwolił jej by pozostała przy swojej wierze. Umiarkowana polityka Mustafy Naili Paszy nie przekonała Greków, którzy w 1840 wzniecili powstanie na wyspie, stłumione przez siły podległe gubernatorowi. W 1851 został odwołany z funkcji gubernatora Krety i powrócił do Stambułu. 
Dwukrotnie sprawował urząd wielkiego wezyra - po raz pierwszy w okresie od 14 maja 1853 do 29 maja 1854 (w początkowym okresie wojny krymskiej) i po raz drugi - w okresie od 6 sierpnia 1857 do 22 października 1857.